# Chrobry Głogów
Chrobry Głogów ist ein polnischer Fußballverein aus Głogów (deutsch: Glogau) in der Woiwodschaft Niederschlesien. Zurzeit spielt der Verein in der 1. Liga, der zweithöchsten polnischen Spielklasse.

## Geschichte
Die Geschichte des Głogówer Fußballvereins begann 1946, als eine Fußballmannschaft namens Głogowski Sports Club „Energia“ gegründet wurde. Am 17. Januar 1957 fusionierten die aus verschiedensten Vorgängervereinen wie Stocznia, Energia, Unia und Sparta hervorgegangenen zwei Vereine der Stadt (Kolejarz und Spojnia) zu einem Klub, dem heutigen MZKS Chrobry Głogów.
1979/80 schaffte der Verein es bis ins Halbfinale des polnischen Fußballpokals, in dem er 0:4 an Legia Warschau scheiterte. Zu dieser Zeit spielte er mehrere Jahre in der 2. Liga, bewegte sich danach zwischen 2. und 3. Liga. In der Saison 2013/14 schaffte der Verein den Wiederaufstieg in die 1. Liga, der nominell 2. polnischen Liga nach der "Ekstraklasa".